# 珸瑤瑁郵便局
珸瑤瑁郵便局（ごようまいゆうびんきょく）は北海道根室市にある郵便局。民営化前の分類では無集配特定郵便局であった。2013年11月22日の営業終了を以て一時閉鎖され、2015年3月30日に再開した。2020年7月時点で日本で最も東に立地する郵便局である。

## 概要
- 住所：〒087-0164 北海道根室市珸瑤瑁1-43-1[2]
  - 旧住所：〒087-0164 北海道根室市珸瑤瑁1-49-1[2]
- 局舎：鉄筋平屋建約100m2[1]

日本で最も東に立地する郵便局であり、局舎の壁面にも「日本最東端の郵便局」の表示がある。局名は所在地の地名（旧珸瑤瑁村）に由来し（「珸瑤瑁」の由来はアイヌ語の「コイオマイ」（波の中にある所の意）から）、屈指の難読局名として知られている。2013年10月16日、台風26号の影響で建物が損壊し、同年11月23日から一時閉鎖されていた。当局の一時閉鎖により、歯舞郵便局が日本最東端の郵便局となった。2015年3月30日に移転の上再開した。
なお、地名の漢字表記は「珸瑶瑁」と「珸瑤瑁」とが、種々のメディアで混在して使用されている。本記事では日本郵政HPの記述にあわせ、「珸瑤瑁」と表記する。

## 沿革

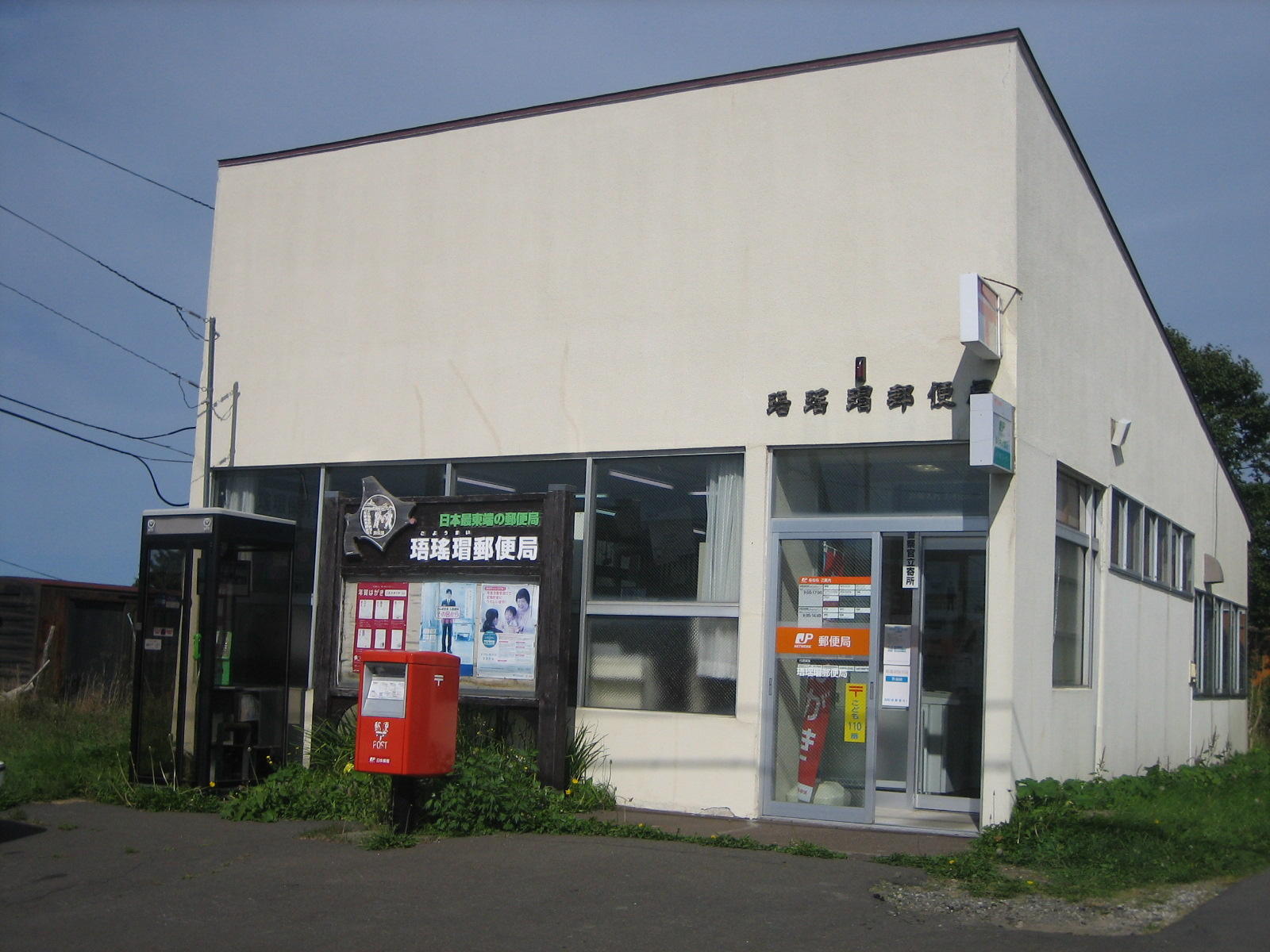
旧局舎

- 1958年（昭和33年）7月16日 - 電話交換事務の取扱を歯舞郵便局に移管[4]。
- 1967年（昭和42年）10月25日 - 和文電報配達事務を歯舞郵便局に移管。
- 1985年（昭和60年）3月15日 - 風景入通信日付印の使用を開始。
- 2007年（平成19年）10月1日 - 民営化。
- 2012年（平成24年）10月1日 - 日本郵便株式会社発足。
- 2013年（平成25年）11月23日 - 一時閉鎖[1]。
- 2013年（平成25年）12月2日 - 隣接地で出張サービスを開始[5]。
- 2015年（平成27年）3月30日 - 再開[1][2]。

## 取扱内容
- 郵便、印紙、ゆうパック
- 貯金、為替、振替、振込、国債
- 生命保険、バイク自賠責保険
- ゆうちょ銀行ATM

## 風景印
旧風景印
図柄は昆布と珸瑤瑁神楽、納沙布岬に国後島・爺々岳の遠望。局名表記は「日本最東端の郵便局 北海道珸瑤瑁」。使用開始日は1998年6月23日。
現行の風景印
納沙布灯台と岬に朝日を描き、特産品である昆布を配す。 使用開始日は2015年3月30日。

## 周辺
- 旧根室市立珸瑤瑁小学校
- 珸瑤瑁保育所
- 珸瑤瑁漁港

いずれもそれぞれ、日本で最も東に立地する小学校、保育所、漁港である。
- 納沙布岬

## アクセス
- 根室交通バス 珸瑤瑁局前停留所下車
- 北海道道35号根室半島線沿い
- 駐車場あり：3台